# Enteropogon minutus
Enteropogon minutus är en gräsart som beskrevs av Michael Lazarides. Enteropogon minutus ingår i släktet Enteropogon och familjen gräs. Inga underarter finns listade i Catalogue of Life.